# Mady Delvaux-Stehres
Mady Delvaux-Stehres (ur. 11 października 1950 w Luksemburgu) – luksemburska polityk i nauczycielka, wieloletnia deputowana i minister, działaczka Luksemburskiej Socjalistycznej Partii Robotniczej, posłanka do Parlamentu Europejskiego VIII kadencji.

## Życiorys
Absolwentka studiów klasycznych na Université Paris Sorbonne. Do 1989 pracowała jako nauczycielka w szkole średniej Lycée Michel-Rodange w Luksemburgu. W 1974 została członkinią partii socjalistycznej LSAP, działała we frakcji kobiecej, w 1985 dołączyła do komitetu zarządzającego partii. W 1987 wybrana na radną luksemburskiej stolicy. W 1989 wybrana do Izby Deputowanych (reelekcję uzyskiwała w 1994, 1999, 2004 i 2009). Wkrótce po pierwszych wyborach objęła stanowisko sekretarza stanu ds. zdrowia, ochrony socjalnej, młodzieży i sportu. W latach 1994–1999 sprawowała urząd ministra transportu, łączności i ochrony socjalnej w chadecko-socjalistycznych rządach Jacques'a Santera i Jeana-Claude'a Junckera. W 2004 powróciła do rządu, została ministrem edukacji narodowej i kształcenia zawodowego, sprawując ten urząd nieprzerwanie do 2013.
W 2014, będąc liderką listy wyborczej LSAP, uzyskała mandat posłanki do Parlamentu Europejskiego VIII kadencji.

## Odznaczenia
Odznaczona m.in. Krzyżem Wielkiego Oficera Orderu Zasługi Wielkiego Księstwa Luksemburga (1995), Krzyżem Wielkim Orderu Dębowej Korony (1999) i Krzyżem Wielkiego Oficera Orderu Zasługi Adolfa de Nassau (1999).